# Oholot
Oholot (en hebreu: מסכת אהלות) (transliterat: Masechet Oholot) és el segon tractat de l'ordre de Tohorot de la Mixnà. El tractat consta de 18 capítols, que tracten sobre la impuresa ritual dels cadàvers, i sobre la peculiaritat que tenen per fer que tots els objectes situats dins de la mateixa estructura (per exemple: una tenda de campanya) també siguin considerats impurs. Segons una llegenda jueva, es tracta d'un dels tractats més importants del Talmud: Es diu que el Rei David va demanar a Déu que la lectura del Llibre dels Salms fos considerada com l'equivalent a l'estudi del tractat talmúdic d'Oholot. No hi ha una Guemarà per Oholot, ni al Talmud de Babilònia, ni al Talmud de Jerusalem. Alguns diuen que el nom d'aquest tractat hauria de ser "Ahilot" en lloc de "Oholot", que significa "tendes". Això es deu al fet que la discussió no només se centra en la transferència de la impuresa ritual (terumà) a través de les tendes de campanya, sinó també a través d'altres estructures.